# سیارک ۸۲۹۷
سیارک ۸۲۹۷ (به انگلیسی: 8297 Gerardfaure، نامگذاری:1993QJ4) هشت هزار و دویست و نود و هفتمین سیارک کشف شده‌است که در ۱۸ اوت ۱۹۹۳ کشف شد.
قدر مطلق سیارک برابر ۱۷.۰ است.